# Championnat International de France Professionnel
L'any 1930, l'Associació francesa de tennistes professionals (AFPT) va organitzar la primera edició del torneig per a tennistes professionals amb el nom de Championnat International de France Professionnel (French Pro Championships). Es considera un dels gran torneigs professionals que es van disputar fins a la instauració de l'Era Open en el circuit de tennis professional, l'any 1968.
Es va celebrar sempre sobre terra batuda en el Stade de Roland Garros de París, excepte les edicions de 1963 a 1967 que es van disputar al Stade Pierre de Coubertin.

## Palmarès

### Individual
| Any   | Campió                                        | Finalista                                     | Resultat                                      | Superfície                                    |
| ----- | --------------------------------------------- | --------------------------------------------- | --------------------------------------------- | --------------------------------------------- |
| 1930  | Karel Koželuh                                 | Albert Burke                                  |                                               | Terra batuda                                  |
| 1931  | Martin Plaa                                   | Robert Ramillon                               |                                               | Terra batuda                                  |
| 1932  | Robert Ramillon                               | Martin Plaa                                   |                                               | Terra batuda                                  |
| 1933  | Bill Tilden                                   | Henri Cochet                                  | 6−2, 6−4, 6−2                                 | Terra batuda                                  |
| 1934  | Bill Tilden (2)                               | Martin Plaa                                   | 6−2, 6−4, 7−5                                 | Terra batuda                                  |
| 1935  | Ellsworth Vines                               | Hans Nüsslein                                 | 10−8, 6−4, 3−6, 6−1                           | Terra batuda                                  |
| 1936  | Henri Cochet                                  | Robert Ramillon                               | 6−3, 6−1, 6−1                                 | Terra batuda                                  |
| 1937  | Hans Nüsslein                                 | Henri Cochet                                  | 6−2, 8−6, 6−3                                 | Terra batuda                                  |
| 1938  | Hans Nüsslein (2)                             | Bill Tilden                                   | 6−0, 6−1, 6−2                                 | Terra batuda                                  |
| 1939  | Don Budge                                     | Ellsworth Vines                               | 6−2, 7−5, 6−3                                 | Terra batuda                                  |
| 1940  | Sense competició per la Segona Guerra Mundial | Sense competició per la Segona Guerra Mundial | Sense competició per la Segona Guerra Mundial | Sense competició per la Segona Guerra Mundial |
| 1941  | Sense competició per la Segona Guerra Mundial | Sense competició per la Segona Guerra Mundial | Sense competició per la Segona Guerra Mundial | Sense competició per la Segona Guerra Mundial |
| 1942  | Sense competició per la Segona Guerra Mundial | Sense competició per la Segona Guerra Mundial | Sense competició per la Segona Guerra Mundial | Sense competició per la Segona Guerra Mundial |
| 1943  | Sense competició per la Segona Guerra Mundial | Sense competició per la Segona Guerra Mundial | Sense competició per la Segona Guerra Mundial | Sense competició per la Segona Guerra Mundial |
| 1944  | Sense competició per la Segona Guerra Mundial | Sense competició per la Segona Guerra Mundial | Sense competició per la Segona Guerra Mundial | Sense competició per la Segona Guerra Mundial |
| 1945  | Sense competició per la Segona Guerra Mundial | Sense competició per la Segona Guerra Mundial | Sense competició per la Segona Guerra Mundial | Sense competició per la Segona Guerra Mundial |
| 1946  | No celebrat                                   | No celebrat                                   | No celebrat                                   | No celebrat                                   |
| 1947  | No celebrat                                   | No celebrat                                   | No celebrat                                   | No celebrat                                   |
| 1948  | No celebrat                                   | No celebrat                                   | No celebrat                                   | No celebrat                                   |
| 1949  | No celebrat                                   | No celebrat                                   | No celebrat                                   | No celebrat                                   |
| 1950  | Pancho Segura                                 | Jack Kramer                                   |                                               | Dura (i)                                      |
| 1951  | No celebrat                                   | No celebrat                                   | No celebrat                                   | No celebrat                                   |
| 1952  | No celebrat                                   | No celebrat                                   | No celebrat                                   | No celebrat                                   |
| 1953* | Frank Sedgman                                 | Pancho Gonzales                               |                                               | Dura (i)                                      |
| 1954  | No celebrat                                   | No celebrat                                   | No celebrat                                   | No celebrat                                   |
| 1955  | No celebrat                                   | No celebrat                                   | No celebrat                                   | No celebrat                                   |
| 1956* | Tony Trabert                                  | Pancho Gonzales                               |                                               | Terra batuda                                  |
| 1957  | No celebrat                                   | No celebrat                                   | No celebrat                                   | No celebrat                                   |
| 1958  | Ken Rosewall                                  | Lew Hoad                                      | 3−6, 6−2, 6−4, 6−0                            | Terra batuda                                  |
| 1959  | Tony Trabert                                  | Frank Sedgman                                 | 6−4, 6−4, 6−4                                 | Terra batuda                                  |
| 1960  | Ken Rosewall                                  | Lew Hoad                                      | 6−2, 2−6, 6−2, 6−1                            | Terra batuda                                  |
| 1961  | Ken Rosewall                                  | Pancho Gonzales                               | 2−6, 6−4, 6−3, 8−6                            | Terra batuda                                  |
| 1962  | Ken Rosewall                                  | Andrés Gimeno                                 | 3−6, 6−2, 7−5, 6−2                            | Terra batuda                                  |
| 1963  | Ken Rosewall                                  | Rod Laver                                     | 6−8, 6−4, 5−7, 6−3, 6−4                       | Fusta interior                                |
| 1964  | Ken Rosewall                                  | Rod Laver                                     | 6−3, 7−5, 3−6, 6−3                            | Fusta interior                                |
| 1965  | Ken Rosewall                                  | Rod Laver                                     | 6−3, 6−2, 6−4                                 | Fusta interior                                |
| 1966  | Ken Rosewall (8)                              | Rod Laver                                     | 6−3, 6−2, 12−10                               | Fusta interior                                |
| 1967  | Rod Laver                                     | Andrés Gimeno                                 | 6−4, 8−6, 4−6, 6−2                            | Fusta interior                                |
| 1968  | Rod Laver (2)                                 | John Newcombe                                 | 6−2, 6−2, 6−3                                 | Terra batuda                                  |

### Dobles
| Any         | Campions                     | Finalistes                   | Resultat                | Superfície   |
| ----------- | ---------------------------- | ---------------------------- | ----------------------- | ------------ |
| 1930        | Karel Koželuh Roman Najuch   | Albert Burke Edmond Burke    | 6−4, 6−2, 3−6, 6−2      | Terra batuda |
| 1931        |                              |                              |                         |              |
| 1932        |                              |                              |                         |              |
| 1933        |                              |                              |                         |              |
| 1934        | Keith Gledhill Bill Tilden   | Albert Burke Martin Plaa     | 6−3, 5−7, 5−7, 7−5, ... | Moqueta (i)  |
| 1935        | Ellsworth Vines Bill Tilden  | Albert Burke Hans Nüsslein   | 6−3, 3−6, 7−5, 6−4      | Terra batuda |
| 1936        | Albert Burke Henri Cochet    | Martin Plaa Robert Ramillon  | 6−1, 4−6, 6−4, 6−3      | Terra batuda |
| 1937        | Lester Stoefen Bill Tilden   | Henri Cochet Robert Ramillon | 6−4, 3−6, 6−2, 6−3      | Terra batuda |
| 1938        | Martin Plaa Robert Ramillon  | Hans Nüsslein Bill Tilden    | 6−3, 4−6, 4−6, 6−3, 6−4 | Terra batuda |
| 1939        | Donald Budge Ellsworth Vines | Henri Cochet Robert Ramillon | 6−4, 6−2, 2−6, 6−4      | Terra batuda |
| 1940 − 1955 | No celebrat                  | No celebrat                  | No celebrat             | No celebrat  |
| 1956*       | Pancho Gonzales Tony Trabert | Rex Hartwig Frank Sedgman    | 6−3, 2−6, 6−1, 6−4      | Terra batuda |
| 1957        | No celebrat                  | No celebrat                  | No celebrat             | No celebrat  |
| 1958        |                              |                              |                         | Terra batuda |
| 1959        | Mervyn Rose Frank Sedgman    | Lew Hoad Tony Trabert        |                         | Terra batuda |
| 1960        |                              |                              |                         | Terra batuda |
| 1961        | Lew Hoad Ken Rosewall        | Pancho Gonzales Tony Trabert | 6−1, 6−3, 8−10, 13−11   | Terra batuda |